# Matrice identità
In matematica, la matrice identità, anche detta matrice identica o matrice unità, è un caso particolare di matrice binaria quadrata in cui tutti gli elementi della diagonale principale sono costituiti dal numero 1, mentre i restanti elementi sono 0. Viene indicata con {\displaystyle I} oppure con {\displaystyle I_{n}}, dove {\displaystyle n} è il numero di righe della matrice.
{\displaystyle I_{1}={\begin{bmatrix}1\end{bmatrix}}\quad I_{2}={\begin{bmatrix}1&0\\0&1\end{bmatrix}}\quad I_{3}={\begin{bmatrix}1&0&0\\0&1&0\\0&0&1\end{bmatrix}}\quad \cdots \quad I_{n}={\begin{bmatrix}1&0&\cdots &0\\0&1&\cdots &0\\\vdots &\vdots &\ddots &\vdots \\0&0&\cdots &1\end{bmatrix}}}

## Proprietà
- La proprietà fondamentale di {\displaystyle I_{n}} è che:

{\displaystyle AI_{n}=A\qquad I_{n}B=B}
per ogni matrice {\displaystyle A} e {\displaystyle B} per cui sono definite queste moltiplicazioni di matrici.
- In particolare, la matrice identità è invertibile, essendo l'inversa di se stessa.
- La i-esima colonna di una matrice identità è l'i-esimo vettore {\displaystyle e_{i}} della base canonica dello spazio euclideo {\displaystyle \mathbb {R} ^{n}}.
- La matrice identità è diagonale, ed ha il solo autovalore 1.

## Notazioni
Usando la notazione applicata talvolta per descrivere in modo conciso le matrici diagonali, si può scrivere:
{\displaystyle I_{n}=\mathrm {diag} (1,1,\dots ,1)}
Si può anche scrivere con la notazione delta di Kronecker:
{\displaystyle (I_{n})_{ij}=\delta _{ij}}

## Anello delle matrici
Dalla proprietà fondamentale segue che la matrice identità è l'elemento neutro della moltiplicazione nell'anello di tutte le matrici {\displaystyle n\times n} a valori in un campo fissato {\displaystyle K}.
Analogamente, è l'elemento neutro nel gruppo generale lineare {\displaystyle \mathrm {GL} (n,K)} formato da tutte le matrici invertibili {\displaystyle n\times n} a valori in {\displaystyle K}.

## Trasformazioni lineari
Sia {\displaystyle K} un campo. Ogni matrice quadrata {\displaystyle A} induce una trasformazione lineare dallo spazio vettoriale {\displaystyle K^{n}} in sé, definita nel modo seguente:
{\displaystyle x\mapsto Ax}
La matrice identità è così chiamata perché induce la funzione identità. Più in generale, la matrice identità è la matrice associata alla funzione identità da uno spazio vettoriale in sé, rispetto ad una qualsiasi base.